# Districtul Balassagyarmat
Balassagyarmat (în maghiară Balassagyarmati járás) este un district în județul Nógrád, Ungaria.
Populația districtului este de 39.829 locuitori (2013).